# تاريخ العلوم السياسية

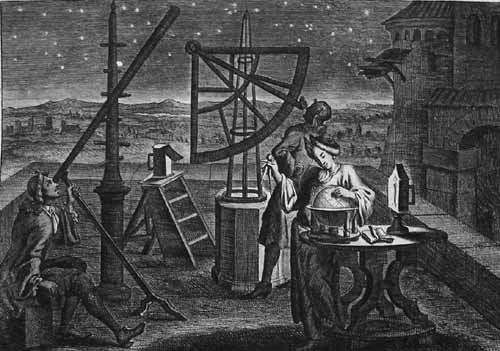

تأخر ظهور مصطلح «العلوم السياسية» نسبيًا كمجال مستقل ضمن مجموعة العلوم الاجتماعية، ولكن يعود تحليل القوة السياسية وبصمتها التاريخية إلى قرون. على أي حال، لم يُميَّز المصطلح دائمًا عن الفلسفة السياسية، وكان للتخصصات الحديثة مجموعة محددة من الأسلاف، بما فيها الفلسفة الأخلاقية، والاقتصاد السياسي، واللاهوت السياسي، والتاريخ، وغيرها من المجالات المعنية بالقرارات المعيارية حول ما يجب أن يكون عليه الحال، وباستنباط خصائص الدولة المثالية ووظيفتها. تظهر العلوم السياسية ككل في جميع أنحاء العالم ضمن تخصصات معينة، لكن يمكن أن تظهر نقصًا في جوانب محددة أخرى من المصطلح.

## الغرب

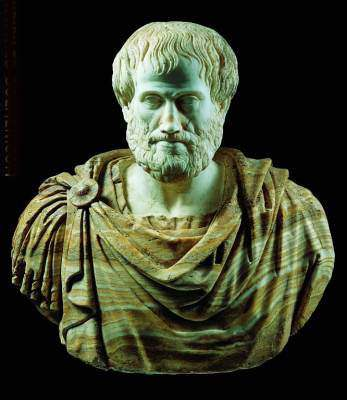
أرسطو

### القرون الوسطى
ظهرت مساحة أكبر للدراسات السياسية مع سقوط الإمبراطورية الرومانية الغربية، وأسهم بزوغ الديانات التوحيدية، وخاصة المسيحية بالنسبة إلى التقاليد الغربية، في تسليط الضوء بصورة أكبر على السياسة والعمل السياسي. جمعت أعمال مثل مدينة الرب للقديس أغسطينوس الفلسفات والتقاليد السياسية السائدة حينها مع نظيرتها المسيحية، وأعادت رسم الحدود بين الشؤون الدينية والسياسية. انتشرت دراسة السياسة على نطاق واسع في الكنائس والمحاكم خلال العصور الوسطى. يُذكر توضيح وتفسير معظم الأسئلة السياسية حول العلاقة بين الكنيسة والدولة في هذه الفترة.

### عصر النهضة
عزز نيكولو مكيافيلي خلال عصر النهضة الإيطالي ارتكاز العلوم السياسية الحديثة على المراقبة التجريبية المباشرة للمؤسسات والجهات السياسية الفاعلة. طرح مكيافيلي في رسالته بعنوان الأمير وجهة نظر واقعية، مؤيدًا أخذ الوسائل الشريرة في الاعتبار إذا دعمت دولة الحاكم وحافظت عليها. يجادل مكافيلي أيضًا ضد استخدام النماذج المثالية في السياسة، ووُصف بأب «النموذج السياسي» للعلوم السياسية. اتخذ مكيافيلي اتجاهًا مختلفًا في عمله الأقل شهرة، نقاشات حول ليفي، إذ يشرح فضائل الجمهوريانية وما يعنيه أن تكون مواطنًا صالحًا. على أي حال، يمكن العثور على بعض المواضيع المشتركة مع الأمير في هذا العمل أيضًا. أسهم انتشار النموذج العلمي خلال عصر التنوير في توسيع الدراسات السياسية لتتجاوز نطاق القرارات المعيارية.

### عصر التنوير
تُعد أعمال الفلاسفة الفرنسيين من أمثال فولتير وروسو وديدرو نموذجًا للتحليل السياسي والعلوم الاجتماعية والنقد الاجتماعي والسياسي، إذ لعبت دورًا جوهريًا في قيام الثورة الفرنسية ومن ثم تطوير الديمقراطية الحديثة في جميع أنحاء العالم.
على غرار مكيافيلي، آمن توماس هوبز المعروف بنظريته عن العقد الاجتماعي بضرورة وجود قوة مركزية كبرى مثل الملكية لحكم الأنانية الفطرية داخل الفرد، لكن لم يؤمن أي منهما بحق الملوك الإلهي. رفض جون لوك مؤلف رسالتان في الحكم المدني حق الملوك الإلهي أيضًا، لكنه انحاز إلى جانب الأكويني واقفًا ضد كل من مكيافيلي وهوبز عبر قبول رأي أرسطو الذي ينص على سعي الإنسان إلى تحقيق السعادة في ظل الانسجام الاجتماعي كحيوان اجتماعي. خلافًا لوجهة نظر الأكويني السائدة حول خلاص الروح من الخطيئة الأصلية، يؤمن لوك بقدوم الإنسان إلى هذا العالم مع عقل مكون من صفحة بيضاء، بالإضافة إلى عدم ضرورة وجود الحاكم المطلق كما اقترح هوبز، نتيجة استناد الحق الطبيعي إلى العقل والمساواة، وسعيه إلى سلام الإنسان وبقائه.
ساعدت الأسس الفلسفية الغربية الجديدة المنبثقة عن السعي وراء العقل خلال عصر التنوير في تمهيد الطريق للسياسات التي شددت على الحاجة إلى فصل الكنيسة عن الدولة. يمكن تطبيق مبادئ مماثلة لتلك التي سادت العلوم المادية على المجتمع ككل، لتصدر عنها العلوم الاجتماعية. أمكن دراسة السياسة في المختبر كما لو كانت البيئة الاجتماعية. كتب ألكسندر هاميلتون في عام 1787: «... حقق علم السياسة مثل معظم العلوم الأخرى تطورًا كبيرًا». (المقالتان التاسعة والحادية والخمسون من مجموعة الفيدراليست). وصف كل من الماركيز دارجونسون والآبيه سان بيير السياسة بالعلم؛ كان دارجونسون فيلسوفًا ودي سان بيير مصلحًا مؤيدًا للتنوير.
تشمل قائمة الشخصيات المهمة الأخرى في السياسة الأمريكية والتي شاركت في عصر التنوير كلًا من بنجامين فرانكلين وتوماس جيفرسون.

### القرن التاسع عشر
كان للنماذج الداروينية في التطور والانتخاب الطبيعي تأثير كبير في أواخر القرن التاسع عشر. بدا أن المجتمع يرتقي إلى مكانة أعلى من أي وقت مضى، لكن سرعان ما حطمت الحرب العالمية الأولى هذا الاعتقاد.
رفع الجيل الأول من علماء السياسة الأمريكيين بين عامي 1882 و1900 شعار «التاريخ هو علم السياسة في الماضي، والسياسة هي تاريخ الحاضر»، والذي صاغه الأستاذ في أكسفورد إدوارد أوغستوس فريمان، وكُتب على جدار قاعة الندوات في جامعة جونز هوبكنز حيث بدأ أول تدريب أمريكي واسع النطاق لعلماء سياسيين. شملت قائمة الأساتذة المؤسسين لهذا المجال كلًا من ويستل دبليو. ويلبي وهربرت باكستر آدامز من جونز هوبكنز، وجون بورغس وويليام دونينغ من كولومبيا، وودرو ويلسون من برينستون، وألبيرت بوشنيل هارت من هارفرد. تميزت ندوات الدراسات العليا الخاصة بهم بمحتوى تاريخي مهم، ما عكس عادةً خبراتهم في ندوات الجامعة الألمانية. على أي حال، ابتعدت الأجيال التالية من العلماء تدريجياً عن التاريخ والطرق المدروسة، إذ أراد الجيل الثاني الاتجاه نحو العلوم الفيزيائية.
باتت العلوم السياسية منهجًا جامعيًا مرموقًا في الحقبة التقدمية في الولايات المتحدة (1890 -1920)، وأصبحت علمًا تطبيقيًا رُحب به كوسيلة لتطبيق الخبرة على مشكلات الحكم. كان وودرو ويلسون وتشارلز إيه. بيرد وتشارلز إي. ميريام من أبرز العلماء السياسيين التطبيقيين. أنشأت العديد من المدن والولايات مكاتب بحثية لتطبيق أحدث النتائج.

### منذ عام 1920
تُعد جمعية العلوم السياسية الأمريكية، التي تأسست في عام 1903، أكبر جمعية مهنية لعلماء السياسة.

### المدرسة السلوكية
تُعتبر السلوكية (Behaviouralism) نهجًا تجريبيًا ظهر في ثلاثينيات القرن العشرين في الولايات المتحدة، وشدد على نهج موضوعي محدّد لشرح السلوك السياسي والتنبؤ به. يقول غاي: «أكدت السلوكية الفهم المنهجي لجميع مظاهر السلوك السياسي التي يمكن تحديدها. لكنها عنت أيضًا تطبيق طرق علمية وإحصائية صارمة لتوحيد الاختبارات ومحاولة تطبيق عملية البحث الحر في عالم السياسة ... بالنسبة إلى علماء السلوكيات، يتضمن دور العلوم السياسية في المقام الأول جمع الحقائق وتحليلها بأكبر قدر ممكن من الدقة والموضوعية. يقول نيكولاي بترو في الصفحة السادسة: «شعر السلوكيون عمومًا بضرورة دراسة السياسة بالطريقة نفسها التي تُدرس بها العلوم الصعبة». ترتبط المدرسة السلوكية بنشأة العلوم السلوكية، استنادًا إلى العلوم الطبيعية. يقول غاي: «اعتُرف بمصطلح السلوكية كجزء من حركة علمية أكبر شملت في الوقت ذاته جميع العلوم الاجتماعية، ويشار إليها الآن باسم العلوم السلوكية»، وهذا يعني محاولة السلوكية تفسير السلوك من وجهة نظر محايدة وغير متحيزة.
تسعى السلوكية إلى دراسة سلوك الأفراد وأفعالهم وتصرفاتهم -بدلاً من خصائص المؤسسات مثل الهيئات التشريعية والتنفيذية والقضائية والمجموعات في بيئات اجتماعية مختلفة وشرح هذا السلوك من ناحية علاقته بالسياسة.